# Pierre Hadot

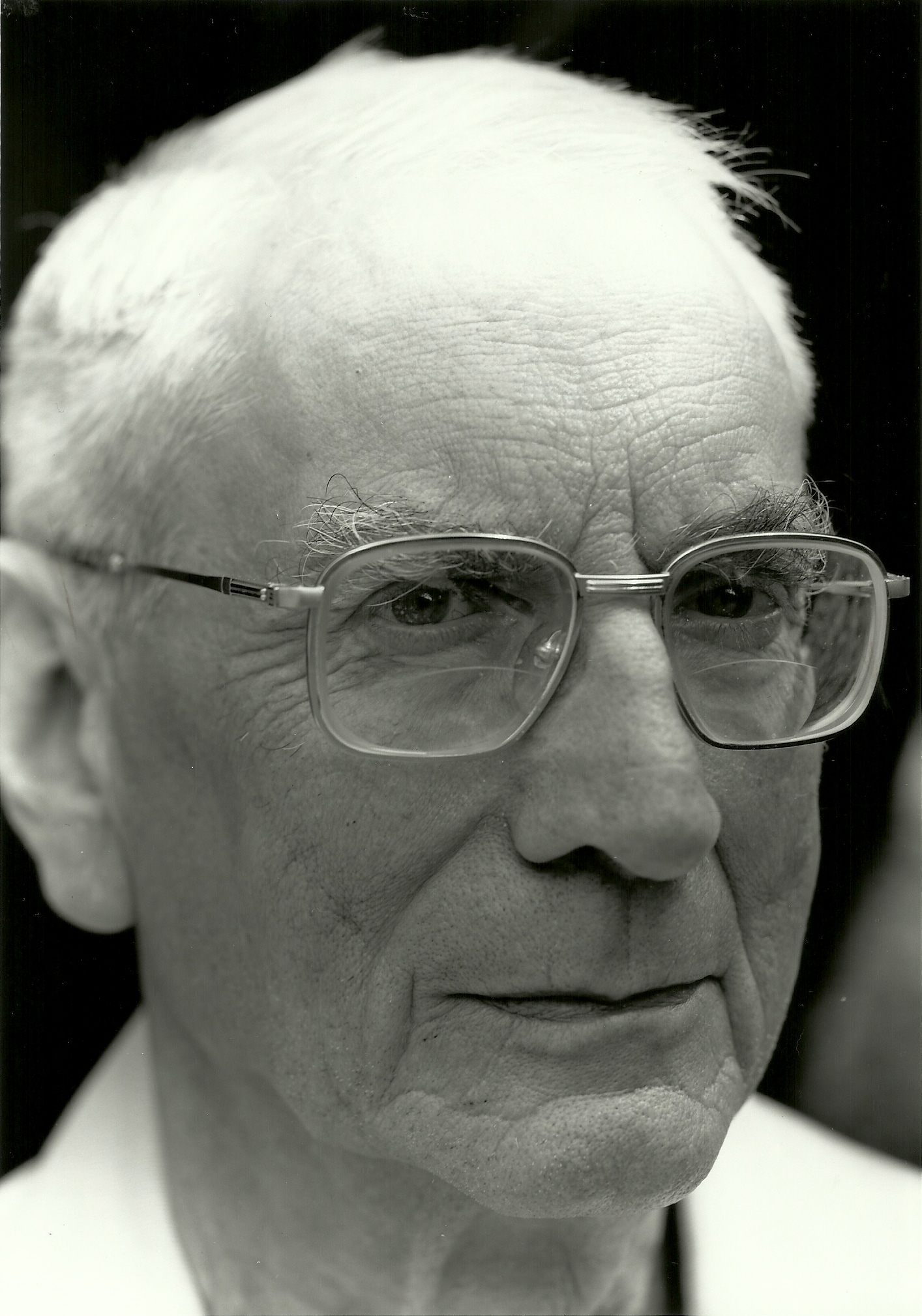
Pierre Hadot (1997)

Pierre Hadot (* 21. Februar 1922 in Paris; † 25. April 2010 in Orsay, Département Essonne, Frankreich) war ein französischer Philosoph und Historiker.

## Biografie
Hadot, Sohn einer streng katholischen Familie, wuchs in Reims auf und besuchte ab 1932 eine katholische Sekundarschule (Petit Séminaire). Im Anschluss studierte er Katholische Theologie und Philosophie. Nach dem Abschluss des Studiums empfing er 1944 die Priesterweihe. 1949 wurde er Mitarbeiter des Centre national de la recherche scientifique (CNRS). 1952 trat er aus der katholischen Kirche aus.
1964 wurde er als Direktor für Studien an die École pratique des hautes études (EPHE) in Paris berufen, wo er zunächst den Lehrstuhl für lateinische Patristik innehatte, der dann 1971 den Titel „Theologies et mystiques de la Grèce hellénistique et de la fin de l'Antiquité“ (Theologie und Mystik des hellenistischen Griechenlands und des Endes der Antike) erhielt. Dort unterrichtete er bis 1986. Während dieser Zeit kam er unter anderem in Berührung mit Jean-Pierre Vernant und Louis Dumont. 1966 heiratete er in Berlin-West die deutsche klassische Philologin Ilsetraut Hadot (geb. Ludolff), damals wissenschaftliche Mitarbeiterin am Aristoteles-Archiv der Freien Universität Berlin. Von Michel Foucault ermuntert, bewarb er sich am Collège de France, der höchsten wissenschaftlichen Lehr- und Forschungsinstitution Frankreichs, und erhielt dort 1982 einen Ruf für den Lehrstuhl „Histoire de la pensée hellénistique et romaine“ (Geschichte des hellenistischen und römischen Denkens) und war dort bis 1991 tätig.
Als Philosoph beschäftigte er sich zunächst mit dem spätantiken Rhetor und christlichen Gelehrten Marius Victorinus, der im 4. Jahrhundert u. a. Werke der griechischen Neuplatoniker Plotin und Porphyrios übersetzte. Daneben befasste sich Pierre Hadot direkt mit Plotin und Porphyrios und war seit 1987 der Herausgeber einer Reihe französischer kommentierter Übersetzungen der Werke Plotins (Éditions du Cerf). Eines seiner Hauptanliegen war es, dem modernen Menschen ein wichtiges Ziel der antiken Philosophie wieder ins Bewusstsein zu bringen, das darin besteht, nicht nur ein beliebiges philosophisches System zu bieten, sondern eine Lebensform mit Hilfe geistiger Übungen zu vermitteln. Seine einschlägigen Bücher sind bis heute in 17 Sprachen übersetzt worden, u. a. ins Chinesische und Japanische.
Zu den Selbstbetrachtungen des römischen Kaisers und letzten bedeutenden Vertreters der Stoa Mark Aurel verfasste er ein wichtiges Standardwerk, das von Makoto Ozaki auch ins Japanische übersetzt wurde.
Anders als Bertrand Russell sah er die menschliche Freiheit von den Stoikern nicht aller Räume beraubt. Durch sein Sprachvermögen gelange der Mensch in „ein anderes Universum, welches nicht von derselben Art ist wie das Universum der Kausalität, nämlich das Universum des Sinns und des Wertes.“ Darin habe der Mensch nach stoischer Auffassung die Möglichkeit, die vom Schicksal verursachten Ereignisse selbst als gut oder schlecht zu bewerten und einzuordnen. „Der Wert der Dinge hängt demnach von der moralischen Haltung ab, die wir ihnen gegenüber einnehmen. Philosophie besteht also genau darin, zu wählen, sich die Dinge in einer bestimmten Art und Weise vorzustellen“.
In den 1950er Jahren wurde er zu einem der ersten Übersetzer und Kommentatoren der Werke von Ludwig Wittgenstein in französischer Sprache.
Zu seinen weiteren Tätigkeitsschwerpunkten gehörten Fragen der Lebenskunst.

## Schriften
Zu seinen wichtigsten Veröffentlichungen gehören:
- Plotin ou la simplicité du regard. Éditions Gallimard 1963.(Englische übers. The University of Chicago Press 1993)
- Porphyre et Victorinus. Bd. I u. II, Paris 1968 (Etudes Augustiniennes).
- Marius Victorinus. Paris 1971 (Etudes Augustiniennes).
- Marius Victorinus – Christlicher Platonismus. Artemis-Verlag, Zürich/Stuttgart 1967.
- Ambroise de Milan, Apologie de David. (Sources Chrétiennes n°239). Paris 1977.
- Eine (das), Einheit. In: Joachim Ritter u. a. (Hrsg.): Historisches Wörterbuch der Philosophie. Band 2. Schwabe, Basel 1972, Sp. 361 ff. (Beiträge von Pierre Hadot, Kurt Flasch und Erich Heintel).
- Plotin ou la simplicité du regard. Études Augustiniennes, Paris 1973 (Neuauflage).
- Plotin, Traité 50. Les Editions du Cerf, 1990.
- Plotin, Traité 9. Les Editions du Cerf, 1994.
- Leben. In: Historisches Wörterbuch der Philosophie. Bd. 5, 1980, S. 52–103 (Beiträge von Pierre Hadot/H. Hübner/J. Vennebusch/R. Piepmeier/U. Dierse/K. Rothe/Richard Toellner).
- Louis Robert (15 février 1904 – 31 mai 1985). (PDF; 22 kB) (Nachruf auf den Epigraphiker Louis Robert).
- Philosophie als Lebensform. Geistige Übungen in der Antike. Gatza, Berlin 1991, ISBN 3-928262-02-5.
- Qu'est-ce que la philosophie antique? Éditions Gallimard, 1995.
- La philosophie comme manière de vivre. Entretiens avec J. Carlier et A. I. Davidson. (Livre de Poche) Paris 2001.
- Foucault and His Interlocutors. University of Chicago Press, Chicago 1997. Arnold Davidson (Hrsg.) mit Beiträgen von Noam Chomsky, Georges Canguilhem, Gilles Deleuze, Jacques Derrida, Pierre Hadot, Michel Serres, Paul Veyne.
- La Citadelle intérieure. Introduction aux Pensées de Marc Aurèle. Fayard, Paris 1992, ISBN 2-213-02984-9. (Standardwerk)
  - deutsch: Die innere Burg. Anleitung zu einer Lektüre Marc Aurels. übersetzt von Makoto Ozaki und Beate von der Osten. Eichborn, Frankfurt am Main 1997, ISBN 3-8218-0642-7.
- Plotin, Porphyre : études néoplatoniciennes. Belles Lettres, Paris 1999, ISBN 2-251-42010-X.
- Etudes de philosophie ancienne. Les Belles Lettres, Paris, 2010.
- Etudes de patristique et d'histoire des concepts. Les Belles Lettres, Paris 2011.
- Wege zur Weisheit – oder was lehrt uns die antike Philosophie? Eichborn, Frankfurt am Main 1999, ISBN 3-8218-0655-9.
- La philosophie comme manière de vivre. Éditions Albin Michel 2001.
- La Voile d'Isis. Éditions Gallimard 2004.
- Wittgenstein et les limites du langage. Suivi d'une lettre de GEM Anscombe et de Logique et littérature Réflexions sur la signification de la forme littéraire chez Wittgenstein. mit einem Text von Gottfried Gabriel, Paris 2004, ISBN 2-7116-1704-1.
- N'oublie pas de vivre. Goethe et la tradition des exercices spirituels. Éditions Michel 2008.